# Старухін Віталій Володимирович
Віта́лій Володи́мирович Стару́хін (*6 червня 1949, Мінськ — †9 серпня 2000, Донецьк) — український радянський футболіст, нападник. Майстер спорту СРСР — 1973 рік.

Більшість кар'єри провів у донецькому «Шахтарі». Відзначався високою результативністю, чудово грав головою. У 2006 році визнаний найкращим футболістом «Шахтаря» усіх часів.
Похований у Донецьку (цвинтар «Донецьке море»).

## Статистика виступів за «Шахтар»
| Клуб   | Сезон    | Чемпіонат | Чемпіонат | Кубок | Кубок | Єврокубки | Єврокубки | Суперкубок | Суперкубок | Всього | Всього |
| Клуб   | Сезон    | Ігри      | Голи      | Ігри  | Голи  | Ігри      | Голи      | Ігри       | Голи       | Ігри   | Голи   |
| ------ | -------- | --------- | --------- | ----- | ----- | --------- | --------- | ---------- | ---------- | ------ | ------ |
| Шахтар | 1973     | 28        | 10        | 3     | 3     | -         | -         | -          | -          | 31     | 13     |
| Шахтар | 1974     | 28        | 11        | 8     | 4     | -         | -         | -          | -          | 36     | 15     |
| Шахтар | 1975     | 25        | 9         | -     | -     | -         | -         | -          | -          | 25     | 9      |
| Шахтар | 1976 (в) | 11        | 0         | 3     | 1     | -         | -         | -          | -          | 14     | 1      |
| Шахтар | 1976 (о) | 10        | 4         | -     | -     | 5         | 2         | -          | -          | 15     | 6      |
| Шахтар | 1977     | 26        | 9         | 3     | 1     | -         | -         | -          | -          | 29     | 10     |
| Шахтар | 1978     | 25        | 7         | 9     | 4     | 2         | 0         | -          | -          | 36     | 11     |
| Шахтар | 1979     | 32        | 26        | 2     | 1     | 2         | 0         | -          | -          | 36     | 27     |
| Шахтар | 1980     | 21        | 5         | 8     | 7     | 2         | 1         | -          | -          | 31     | 13     |
| Шахтар | 1981     | 11        | 3         | 5     | 2     | -         | -         | 1          | 0          | 17     | 5      |
| Всього | Всього   | 217       | 84        | 41    | 23    | 11        | 3         | 1          | 0          | 270    | 110    |

## Титули та досягнення

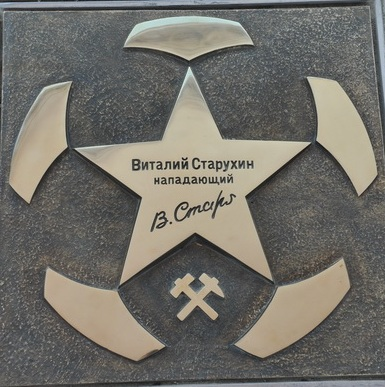
Зірка Віталія Старухіна на Алеї Слави «Шахтаря» (Донецьк)

- Срібний призер чемпіонату СРСР (2): 1975, 1979.
- Бронзовий призер чемпіонату СРСР: 1978.
- Володар Кубка СРСР: 1980.
- Фіналіст Кубка СРСР: 1978.
- Фіналіст кубка Української РСР: 1972.
- Срібло 1 ліга СРСР: 1972.
- Бронзовий призер Спартакіади народів СРСР: 1979.
- Найкращий футболіст СРСР: 1979.
- Найкращий футболіст Української РСР: 1979.
- Найкращий бомбардир чемпіонату СРСР: 1979.
- Найкращий дебютант чемпіонату СРСР: 1973.
- у списку 33 найкращих СРСР (2): (1975 — № 3, 1979 — № 2).
- у списку 33 найкращих УРСР (3): (1973, 1974 — № 1, 1975 — № 2).
- Член Клубу бомбардирів Олега Блохіна — 110 голів.
- Член клубу бомбардирів ім. Г. Федотова — 110 забитих￼.